# رازک پیپانگ
رازک پیپانگ (انگلیسی: Razak Pimpong؛ زادهٔ ۳۰ دسامبر ۱۹۸۲) یک بازیکن فوتبال اهل غنا است.
وی همچنین در تیم ملی فوتبال غنا بازی کرده‌است.